# Kirill Nyikolajevics Tavasztserna
Kirill Nyikolajevics Tavasztserna (Petrográd, 1921. május 1. – 1982. június 24.) szovjet csillagász és asztrometrikus.

## Életpályája
Tudományos kutatók családjába született. 1939-ben került a Leningrádi Egyetem csillagászati tanszékére, ugyanezen év novemberében behívták a szovjet hadseregbe, ahol a Nagy Honvédő Háború végéig maradt. 1945 szeptemberében visszatért az egyetemre, és 1950-ben belépett az LSU posztgraduális  programjába. 1953-ban a Pulkovói Obszervatórium junior kutatója lett, 1954-ben megvédte doktori disszertációját. Részt vett a csillagok koordinátáinak abszolút meghatározására irányuló Pulkovo-programban, csillagkatalógusok elemzésével, a naprendszeri égitestek megfigyelésének módszertanával és szervezésével foglalkozott. Részt vett a teljes napfogyatkozások megfigyelésében 1954-ben és 1958-ban. 1967-ben és 1968-ban a Pulkovói Obszervatórium déli féltekére irányuló expedíciójának vezetője volt, és felügyelte egy új nagy átjáróműszer telepítését Chilében. 1972-től a Pulkovói Obszervatórium igazgatóhelyetteseként dolgozott, 1979-1982 között pedig megbízott igazgatója volt. 1982-ben védte meg doktori disszertációját. Ugyanezen év júniusában tragikusan elhunyt egy autóbalesetben.
Több mint 100 tudományos munka szerzője. 1959-től több éven át alapvető asztrometria kurzust tartott a Leningrádi Egyetemen. 1964 óta tagja a Nemzetközi Csillagászati Uniónak (IAU), 1973 óta tagja az IAU Pozíciós Csillagászati Bizottságának, 1979 óta pedig alelnöke.

## Fordítás
Ez a szócikk részben vagy egészben  a(z)   Тавастшерна, Кирилл Николаевич című orosz Wikipédia-szócikk fordításán alapul.  Az eredeti cikk szerkesztőit annak laptörténete sorolja fel. Ez a jelzés csupán a megfogalmazás eredetét és a szerzői jogokat jelzi, nem szolgál a cikkben szereplő információk forrásmegjelöléseként.